# 1135
Năm 1135 trong lịch Julius.